# ポントゥス・ダールベリ
ポントゥス・ダールベリ（Pontus Dahlberg，1999年1月21日 - ）は、スウェーデン・アルヴァンゲン出身のサッカー選手。ポジションはゴールキーパー。IFKヨーテボリ所属。

## 経歴

### クラブ
2018年1月31日、ワトフォードFCと4年半契約を結んだ。同シーズン終了まで以前の所属だったIFKヨーテボリに期限付き移籍した。

### 代表
2018年1月7日のエストニア代表との親善試合でA代表デビュー。